# 2024년 북한 대남 오물 풍선 살포 사건
2024년 대남 오물 풍선 살포 사건은 2024년 5월 28일 오후 11시 40분 이후부터 2024년 11월 28일까지 북한이 대남전단(일명 삐라)을 풍선을 매개체로 하여 대한민국에 살포한 사건이다.

## 생김새
오물 풍선은 하얀 풍선 모양을 하고 있으며, 그 안에 쓰레기, 배설물, 생활 폐기물 등 오물 등이 들어있는 형식이다.

## 배경

### 한국전쟁과 삐라(전단)
6.25 전쟁 당시 삐라가 대한민국 국군과 조선인민군 간 활발하게 사용되었으며, 주로 항복과 투항에 관한 내용을 실어서 보냈다. 때로는 미군에 의한 삐라가 조선인민군 군인들을 대상으로 투하되었으며, 중국 인민해방군에 의해서 투하되는 등 심리전에 자주 활용되었다. 휴전협정 체결 이후에도 남한과 북한은 심리전을 지속하였으며, 서로에 대한 전단 살포는 비일비재하게 발생하였다. 또한 대북확성기를 활용한 대북 심리전 또한 지속되었다.

### 4.27 판문점 선언과 전단 살포 금지
공식적으로 남한과 북한 상호 간 전단 발송을 공식적으로 금지한 것은 판문점 선언이었다. 이후 문재인 정부는 대북전단 금지법을 별도로 제정하여 접경지역에서 대북 전단 살포가 위법적인 행위라고 명시하였다. 그러나 이는 표현의 자유 침해로 인해 위헌이라고 결정을 받게 된다.

### 대북전단 살포

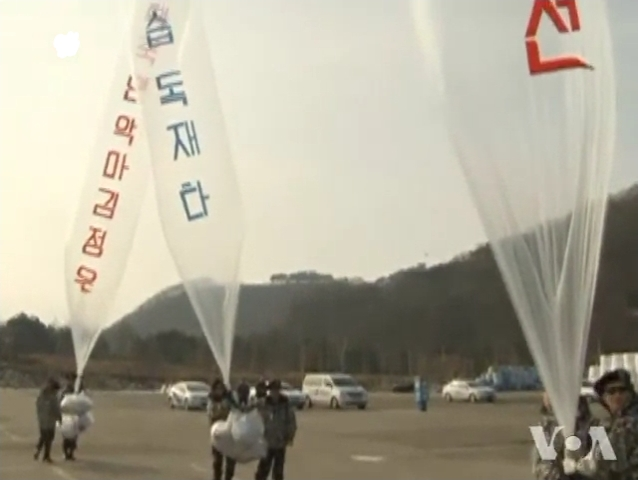
2014년 당시 대북전단

북한이탈주민로 구성된 민간사회 단체, 대북인권 단체가 한반도 군사 분계선 이남 지역에서 지속적으로 대북전단을 북한 쪽으로 보내고 있었다. 이는 김정은 체제 하 공산주의 및 사회주의에 대한 비판과 북한 지도부의 잘못된 통치 행위 및 반인도적 범죄, 강제노동, 인권에 대한 탄압과 경시를 비판하기 위한 것이었다. 대북전단 풍선에는 쌀, 미국 달러, 남한의 노래와 영화가 담겨있는 USB가 포장되어 보내진다. 외부 세계와 단절되어 있는 북한의 주민들에게 이러한 외부 정보의 유입은 영향력과 파급력이 있다고 여겨진다. 북한 정부는 내부로부터의 동요를 매우 불안하게 여기고 있기에, 이러한 대북전단의 유입을 전면적으로 차단하려고 하며, 대북전단에 대해 매우 신경질적으로 반응한다.

## 여파

### 재산 피해 발생
북한의 무차별적인 오물 풍선 살포는 안보에 대한 직간접적인 위협과 함께 환경오염과 부수적인 재산 피해를 초래하였다. 광주광역시, 부산광역시, 울산광역시, 전라남도와 제주특별자치도를 제외한 한반도 이남 전 지역에 오물 풍선이 살포되었다. 이 사건 때문에 경기도는 대략 7656만원 정도 재산 피해가 발생했다.
1차 살포 당시 쓰레기, 흙, 비닐, 담배꽁초, 오물을 담은 오물 풍선들이 휴전선 접경지역, 서울특별시, 인천광역시, 전라북도, 경상북도, 충청북도 지역에 투하되었다. 2차 살포 때 인천국제공항에서도 세 차례 풍선이 확인되면서 항공기 60여 대가 정각에 이착륙을 못 하거나 회항하는 등 운항 차질을 빚었다. 인천국제공항공사는 6월 1일, 오후 10시 48분 ~ 11시 42분까지 활주로 사이 낙하한 오물 풍선을 수거하느라 항공기가 이착륙하지 못했으며 6월 2일에도 활주로 상공에서 오물 풍선이 두 차례 확인돼 오전 6시 6분 ~ 6시 26분, 오전 7시 ~ 7시 17분에 출발과 도착편 운항이 일시적으로 중단되었다.

### 9.19 군사합의 효력 정지
2024년 6월 4일, 윤석열 대통령은 국무회의에서 9·19 군사분야 남북합의서의 효력을 정지시키기로 결정한다. 2024년 6월 9일 대한민국 합동참모본부는 대북 확성기를 한반도 군사 분계선 전역에서 송출하기로 결정하였다. 동년 11월 18일 합동참모본부는 대변인을 통해서 경고성 성명을 발표하였다.

### 남북관계 긴장 심화
북한은 오물 풍선을 보내는 중에 경의선과 동해선에 연결된 도로와 철로를 일방적으로 폭파하였다. 그리고 휴전선 인근에 지뢰를 매설하고 바리케이드를 설치하는 등 본격적인 단절 작업을 시작하였다.

## 전개

### 2차 살포
2차 살포에서는 물적 피해가 발생했다. 경기도 안산시·부천시·서울 양천구에 오물 풍선으로 인해 차량 일부가 파손되거나 불에 그을리는 등의 피해를 입었으나, 인명 피해는 없었다.
- 6월 2일 오전 5시 40분쯤 서울특별시 양천구 신정2동 실외주차장에 주차해 있던 셀토스 차량 위로 터지지 않은 풍선이 떨어지면서 조수석 유리가 깨졌다.

- 6월 2일 오전 8시 30분쯤 경기도 부천시 오정구 대장동에서 기아 봉고 앞바퀴 근처에 오물 풍선이 떨어지면서 폭발하여 타이어와 차량 운전석 외부가 불에 타 그을음이 생겼다.

- 6월 2일 오전 10시 22분쯤 경기도 안산시 단원구의 빌라 주차장에 주차된 그랜저 차량에 오물 풍선이 떨어져 앞 유리창이 깨졌다.

### 4차 살포
4차 살포에서도 물적 피해가 발생했다.
- 6월 10일 오후 4시 48분쯤 강원도 춘천시 동내면 학곡리 야산에서 산불이 나 66㎡가 불에 탔는데, 산불 현장에서 대남 오물 풍선 잔해가 발견되었다. 산불은 20분 만에 진화되었고 인명피해는 없었다.

6월 10일 기준, 행정안전부는 4차례 대남 오물풍선으로 인해 12건의 피해가 발생한 것으로 집계되었다. 인명 피해는 없으며 지역별로 서울, 경기에서 각 6건이며 지붕 등 주택 파손 4건, 차량 파손 5건, 비닐하우스 파손 3건이다.

### 6차 살포
6차 살포 때 인천국제공항에서 또 오물풍선이 육안으로 확인되어 인천공항에서 출발 및 도착하는 항공기들이 줄지어 회항 및 지연되었으며, 청주공항 및 제주공항으로 회항했다.

### 9차 살포
9차 살포 때 오물풍선으로 도라산 셔틀 열차의 운행이 잠정 연기됐다. 이후 8월 5일에 운행을 다시 재개했다.

### 10차 살포
10차 살포 때 또 오물풍선이 육안으로 확인됨에 따라 한국공항공사가 서울항공지방청이 김포국제공항을 이용하는 항공기들에 대해 이날 오후 5시 22분께 이착륙 금지 지시를 내린 것으로 전했고, 이후 6시 11분에 해제했다고 밝혔다.
10차 살포에서는 물적 피해와 첫 인명 피해가 발생했다.
- 7월 24일 오후 2시 35분쯤 경기도 고양시 덕양구 내유동 다세대주택 옥상에서 오물 풍선이 추락해 터지면서 불이 나 마침 풍선에 매달린 종이가 타면서 벽면에 그을음이 생겼다. 불은 25분 만에 진화되었고 인명피해는 없었다. 이후 풍선 잔해에서 기폭장치가 발견되었다.
- 7월 24일 오후 5시 16분쯤 서울특별시 강서구 정곡초등학교 주변 자전거 도로에서 민간인 김씨가 일행 2명과 자전거를 타고 이동 중에 낙하한 오물풍선에 의해 오른팔에 타박상을 입었다. 진단서에는 어깨 관절 염좌 및 오른팔 타박상 소견이 나왔다고 한다.

### 12차 살포
12차 살포에서도 물적 피해가 발생했다.
- 8월 12일 오후 11시 45분쯤 경기도 파주시 탄현면 금산리 야산에서 산불이 나 임야 지피물 15㎡와 소나무 4그루 등이 불에 탔는데, 산불 현장에서 대남 오물 풍선이 발견되었다. 산불은 30분 만에 진화되었고 인명피해는 없었다.

### 13차 살포
13차 살포에서도 물적 피해가 발생했다.
- 9월 5일 오전 3시 20분쯤 경기도 김포시 고촌읍 자동차부품 제조공장에서 불이 나 총면적 약 403㎡의 지상 1층 공장 건물 중 천장 50㎡가 탔는데, 지붕에서 대남 오물 풍선 잔해로 추정되는 기폭장치와 종이가 발견되었다. 다행히 인명피해는 없었고 불은 1시간 17분만에 진화되었다.

### 15차 살포
15차 살포 때 오물풍선이 서울종합운동장 야구장에 낙하할 가능성으로 인해 이날 진행된 LG 트윈스 - SSG 랜더스 간 15차전 경기가 일시적으로 중단될 뻔 하나 다행히 오물풍선은 낙하하지 않아 경기는 그대로 진행됐다. 당시 군중 안전을 위해 군 부대, 경찰, 소방당국이 대기하던 상태였다.

### 18차 살포
18차 살포에서도 물적 피해가 발생했다.
- 9월 8일 오후 2시쯤 경기도 파주시 광탄면 창고 옥상에서 오물 풍선이 낙하해 불이 나 샌드위치 패널조 창고 1동의 지붕 330㎡가 불에 탔는데, 화재 현장에서 대남 오물 풍선 잔해가 발견되었다. 다행히 인명피해는 없었다. 불은 3시간만에 진화되었다.

9월 8일 기준, 대남 오물풍선으로 인해 서울특별시와 경기도에서 발생한 재산 피해액이 1억52만8천원[6]으로 집계되었다. 신고 건수는 지역별로 서울특별시 13건, 경기도 38건, 인천광역시 0건이다.

### 21차 살포
21차 살포에서도 물적 피해가 발생했다.
- 9월 15일 야간 9시쯤 서울특별시 강서구 내발산동 4층짜리 건물 옥상에 오물 풍선이 낙하해 불이 나 샌드위치 패널 30cm가 탔는데, 다행히 인명피해는 없었다. 불은 단 18분만에 진화되었다. 산불이 나기도 했다.

### 32차 살포
32차 살포는 김여정 조선로동당 부부장이 예고한 후 발생하였으며, 대한민국 대통령실 인근까지 도달하였다.

### 33차 살포
33차 살포에는 경기도를 비롯한 수도권 지역에 40개 정도의 오물 풍선들이 낙하되었다. 이후 현재까지 오물 풍선은 더 이상 부양되고 있지 않다.

## 반응

### 국내
- 대한민국은 북한의 오물 풍선 부양에 따라 9·19 군사분야 남북합의서의 효력을 완전히 정지시켰다.[29] 이에 따라 휴전선 인근에서 육상, 해상, 공중 훈련이 모두 가능해졌으며, 대북확성기 또한 재개되었다.

### 국외
- 미국: 미국 육군부 장관 크리스틴 워머스는 김선호 국방부 차관과 회담에서 북한은 오물 풍선 부양 행위를 즉각 중단해야 한다고 밝혔다.[30] 또한 록히드 AC-130를 활용한 한미공군 간 연합 훈련을 개시하며 대북 경고 메세지를 나타냈다.[31]
- 중화인민공화국: 중국 외교부 마오닝 대변인은 정례 브리핑에서 남북 모두에 냉정과 자제력 유지를 요청했다고 한다.[32][33]
- 일본: 주한 일본 대사관에 오물 풍선에 투하된 당시, 주한 일본 대사는 별도로 입장을 표명하지 않았다. 일본의 방위대신이 짧게 "인간의 배설물"이 오물 풍선에서 발견되지 않았다고 답변하였다.[34]
- 일부 주한 대사관 부지에 오물 풍선이 낙하하여 외교부가 항의를 받았다.[35]

## 같이 보기
- 대북전단과 대남전단
- 대북전단 금지법
- 심리전